# Stanisław Kocot
Stanisław Kocot (ur. 3 sierpnia 1937, zm. 10 września 2024) – polski piłkarz i trener piłkarski.

## Kariera
Kształcąc się w technikum o profilu nauczyciela wychowania fizycznego był zawodnikiem drużyny juniorskiej Dąb Dębno Lubuskie. Ukończył studia na AWF w Warszawie. W tym czasie był zawodnikiem zespołu AZS-AWF Warszawa. Został nauczycielem wychowania fizycznego ze specjalnością piłki nożnej.
Od 1960 do 1966 był trenerem Czarnych Szczecin. Następnie przeprowadził się do Rzeszowa. Tam od 1966 do 1967 pracował w Resovii. Od 1967 do 1974 pełnił funkcję trenera-koordynatora Rzeszowskiego Okręgowego Związku Piłki Nożnej. W 1974 przeszedł do pracy w Stali Rzeszów. Czterokrotnie był trenerem drużyny seniorskiej Stali Rzeszów: po raz pierwszy od listopada 1975 do czerwca 1976 w sezonie I ligi 1975/1976, po raz drugi od sierpnia 1978 do maja 1982, prowadząc zespół w III lidze i w sezonie 1979/1980 uzyskując awans do II ligi, po raz trzeci w październiku 1987 (prowadząc jeden mecz wraz z Janem Kustrą), po raz czwarty od maja do czerwca 1997 w III lidze. Równolegle na przełomie lat 70./80. był szefem wyszkolenia (trenerem koordynatorem) w Stali Rzeszów. Jako szkoleniowiec poprowadził juniorską reprezentację województwa rzeszowskiego do zdobycia Pucharu Michałowicza. Pełnił funkcję szefa rady trenerów Podkarpackiego Związku Piłki Nożnej.